# Pamětní medaile 20. výročí ozbrojených sil Kazachstánu
Pamětní medaile 20. výročí ozbrojených sil Kazachstánu (kazašsky Қазақстан Республикасының Қарулы Күштеріне 20 жыл) je státní vyznamenání Kazachstánu založené 10. října 2011. Udílena je příslušníkům ozbrojených sil Kazachstánu za jejich příkladnou službu a bezvadný charakter.

## Historie
Medaile byla založena prezidentským dekretem č. 159 ze dne 10. října 2011.

## Pravidla udílení
Medaile byla udílena vojákům s výborným charakterem a příkladně plnícím své služební povinnosti, kteří byli příslušníky ozbrojených sil Kazachstánu k rozhodnému datu 7. května 2012. Udělena mohla být i dalším osobám, které se významně zasloužily o budování ozbrojených sil Kazašské republiky. Medaile je udílena jménem prezidenta republiky a předána může být vyznamenaným jeho jménem ministrem obrany Kazachstánu, vrchním velitelem štábu náčelníků, náměstky ministra obrany Kazachstánu a dalšími v zákonu jmenovanými osobami. Spolu s medailí je vyznamenanému předáváno také osvědčení o udělení medaile. Předávání medailí probíhá při slavnostním ceremoniálu, kdy jejímu předání předchází veřejné vyhlášení rozkazu ministra obrany Kazašské republiky o jejím udělení.

## Popis medaile
Medaile kulatého tvaru o průměru 34 mm je vyrobená z mosazi. Na přední straně je pěticípá konvexní rubínově zbarvená hvězda s hladkými cípy. Uprostřed hvězdy je stylizované slunce. Hvězdu ve spodní části protíná orel s roztaženými křídly. Při vnějším okraji medaile obklopuje hvězdu národní ornament. Na zadní straně je uprostřed medaile nápis Қазақстан Республикасының Қарулы Kүштepi 1992–2012. Okraj medaile je na obou stranách vyvýšen.
Stuhou z hedvábného moaré je potažena kovová destička ve tvaru šestiúhelníku. Destička je vysoká 50 mm a široká 32 mm. Ve středu stužky jsou tři žluté proužky široké 2 mm, které jsou od sebe odděleny stejně širokými proužky červené barvy. Na žluté proužky navazují modré pruhy široké 9 mm. Okraje jsou lemovány tmavě zelenými proužky o šířce 2 mm. Celková šířka stuhy je 32 mm.
Medaile se nosí na stužce nalevo na hrudi. V přítomnosti dalších kazachstánských řádů je umístěna za nimi. Pamětní medaile 20. výročí ozbrojených sil Kazachstánu byly vyráběny ve městě Öskemen.